# 拿破仑时代

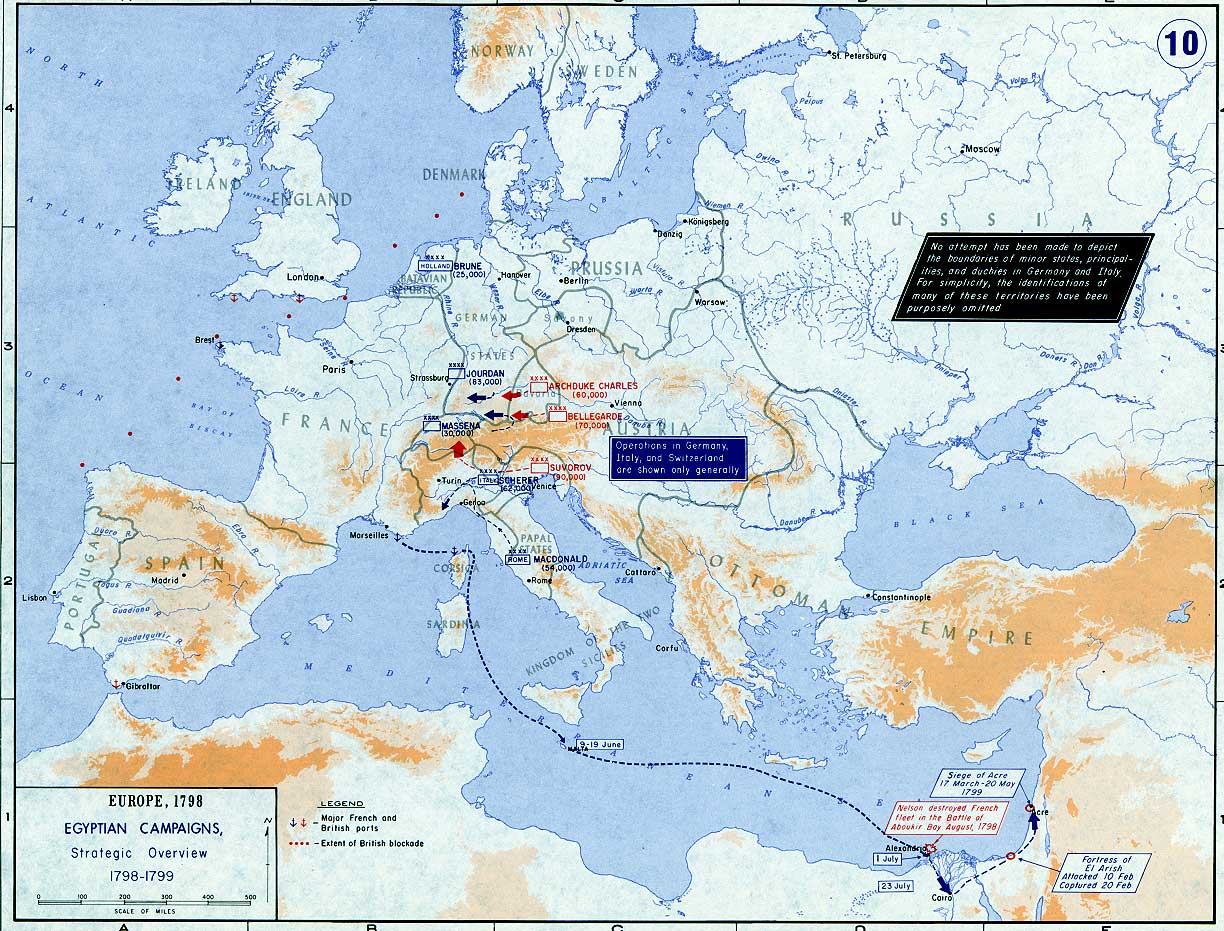
1798年欧洲战略形势

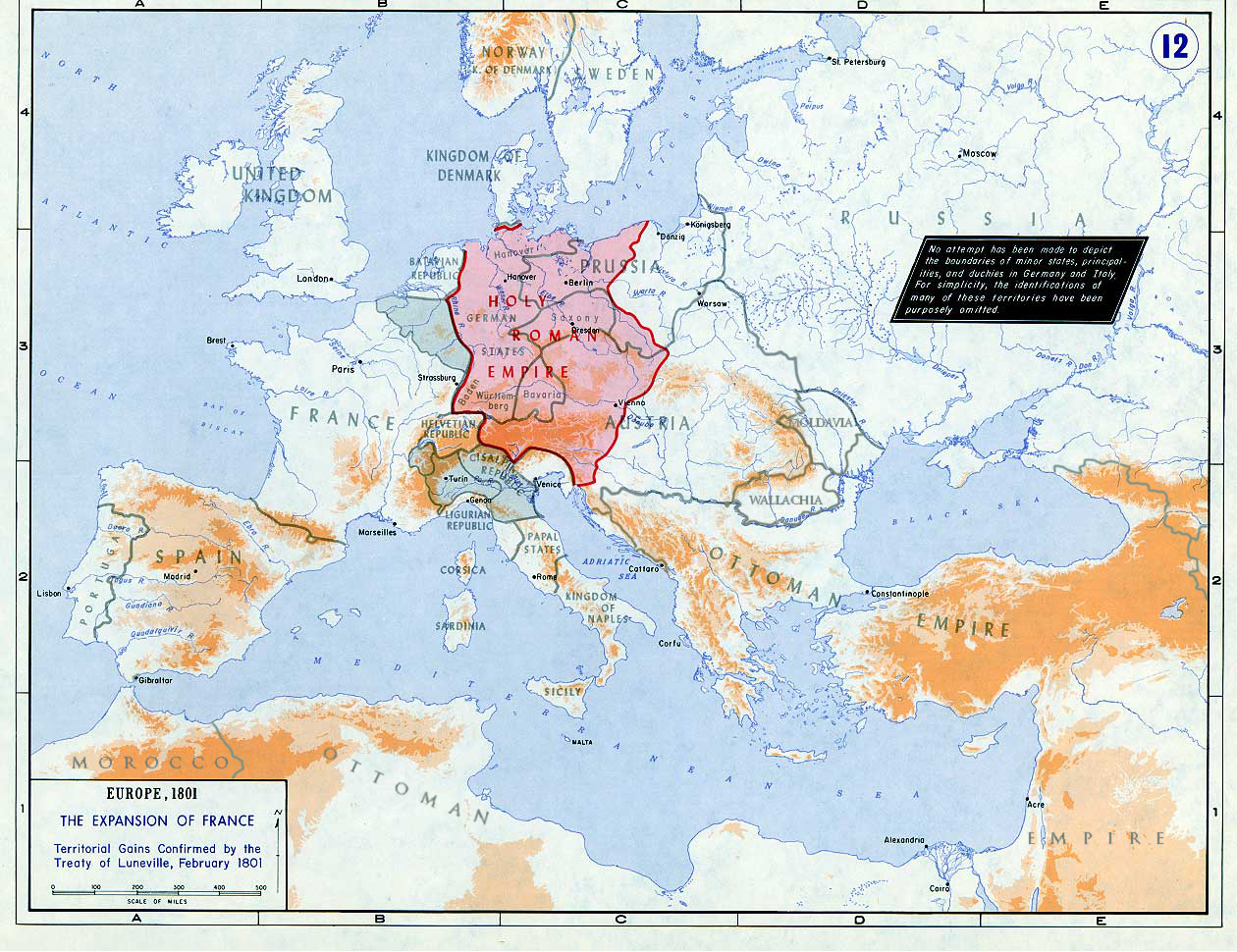
1801年欧洲战略形势

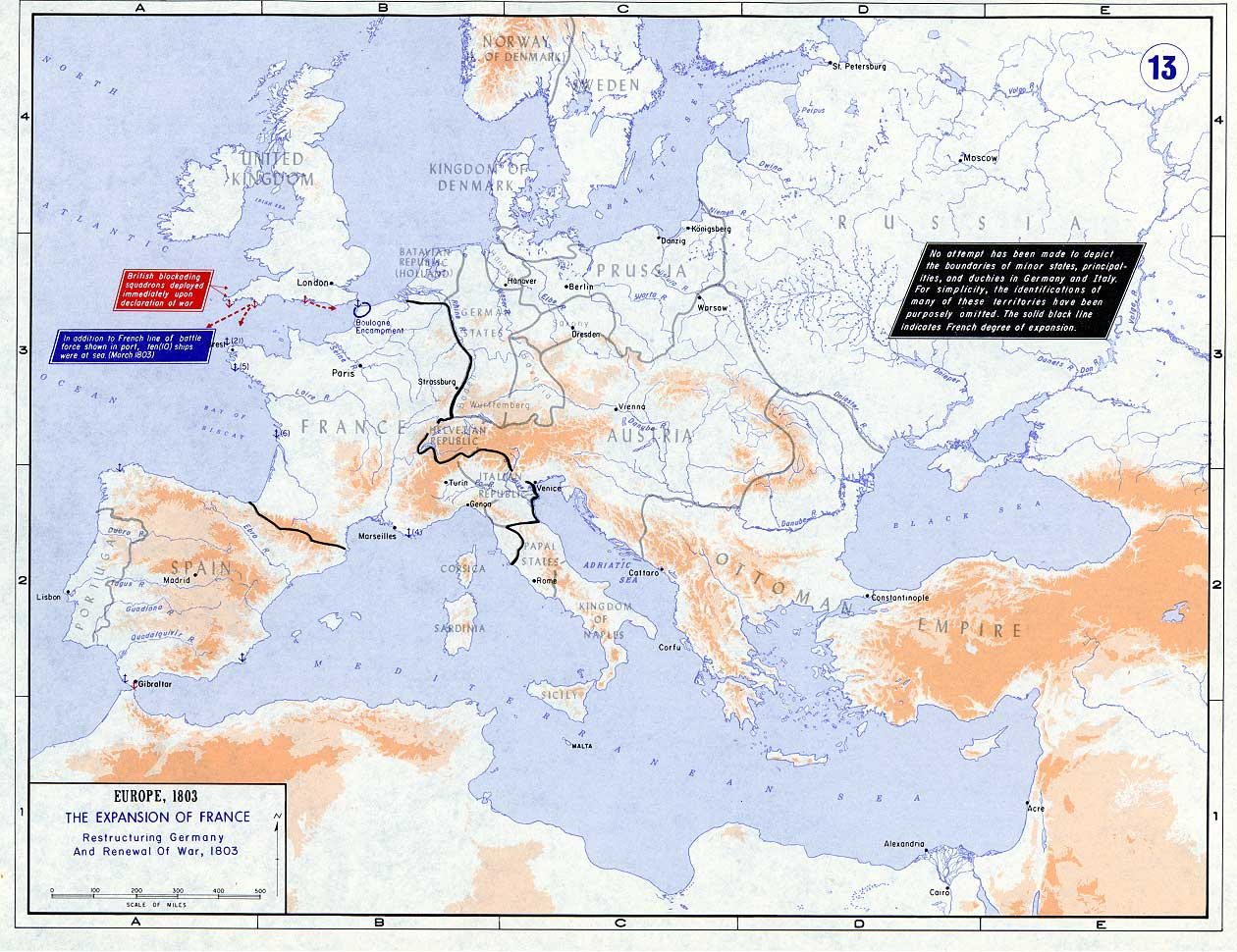
1803年欧洲战略形势

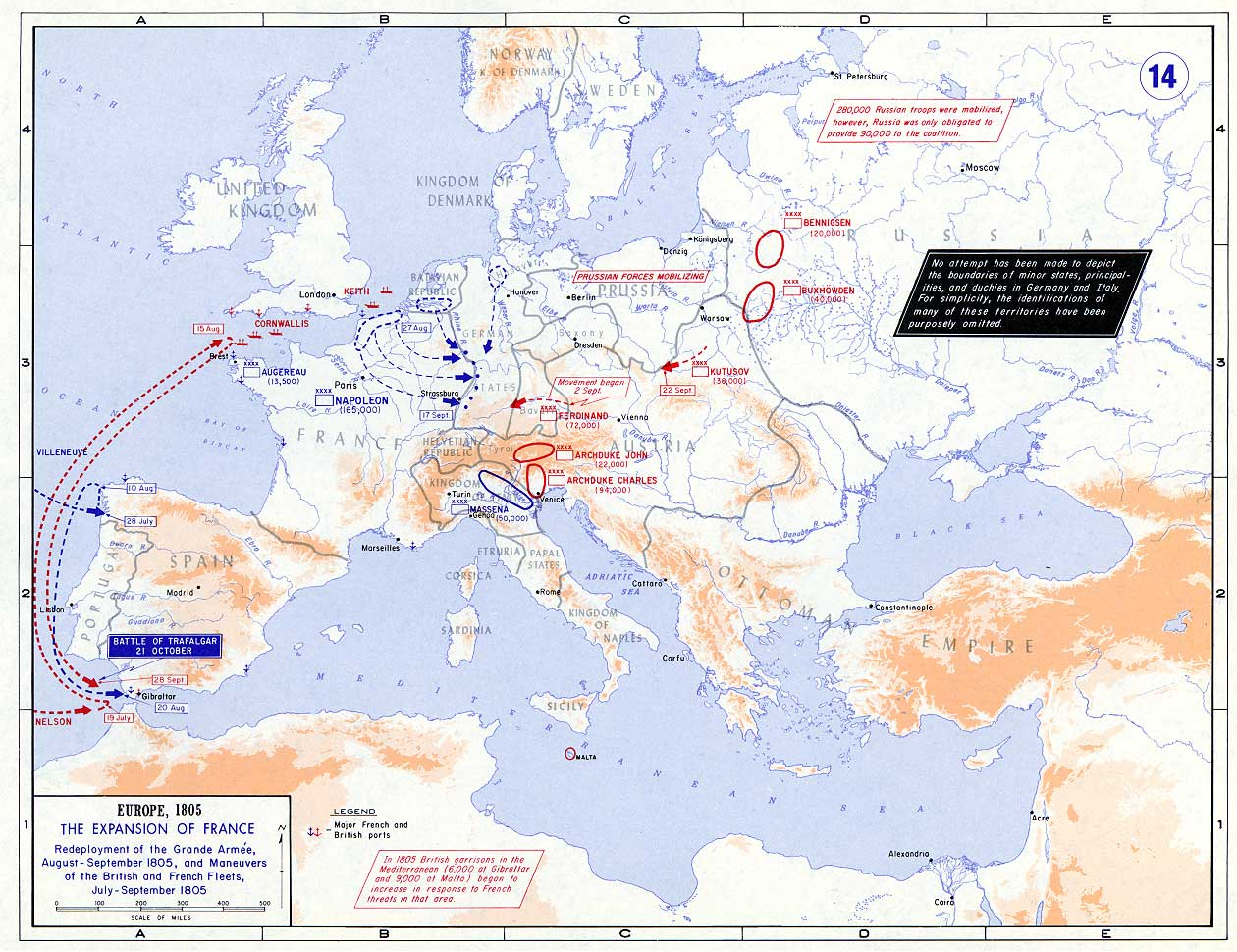
1805年欧洲战略形势

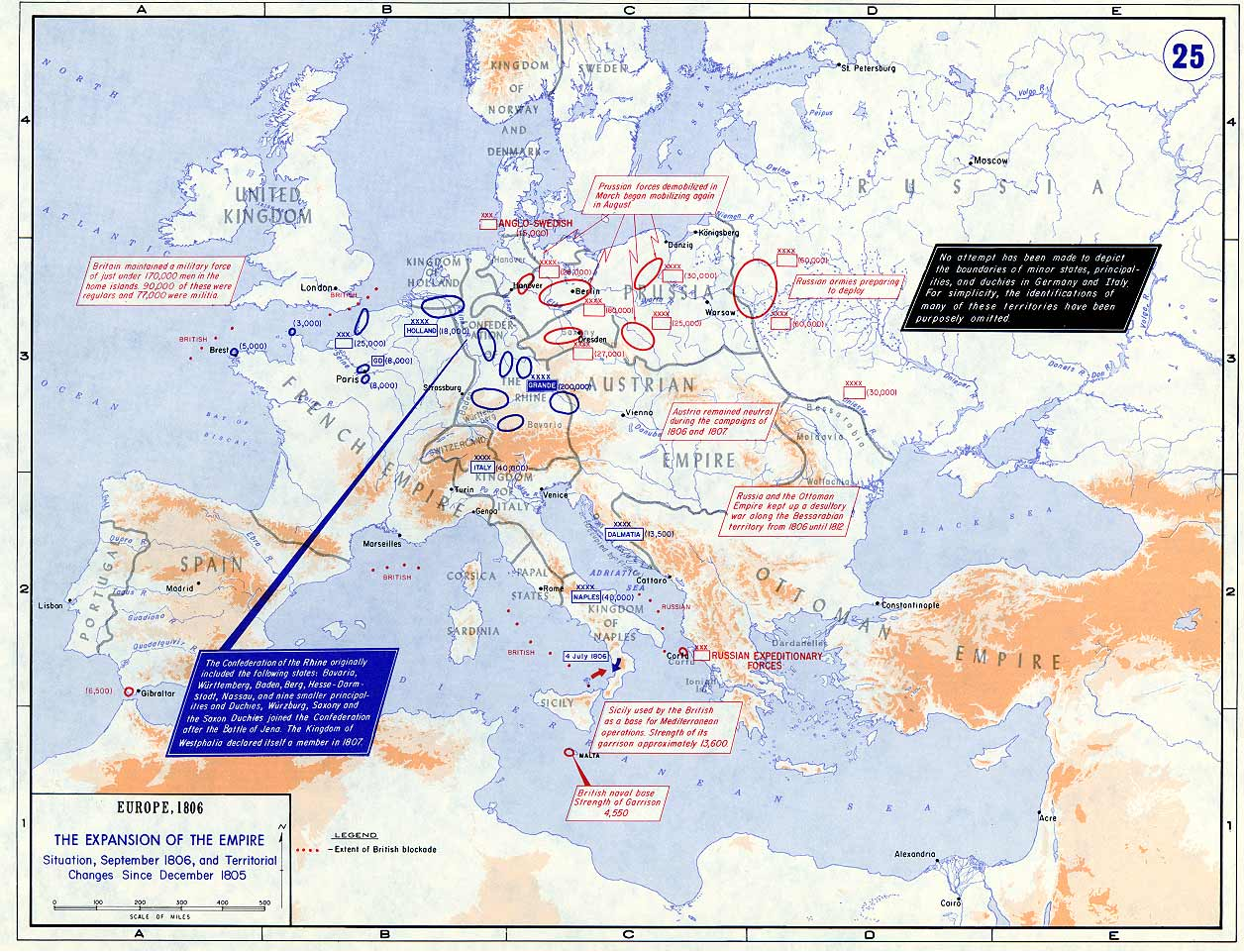
1806年欧洲战略形势

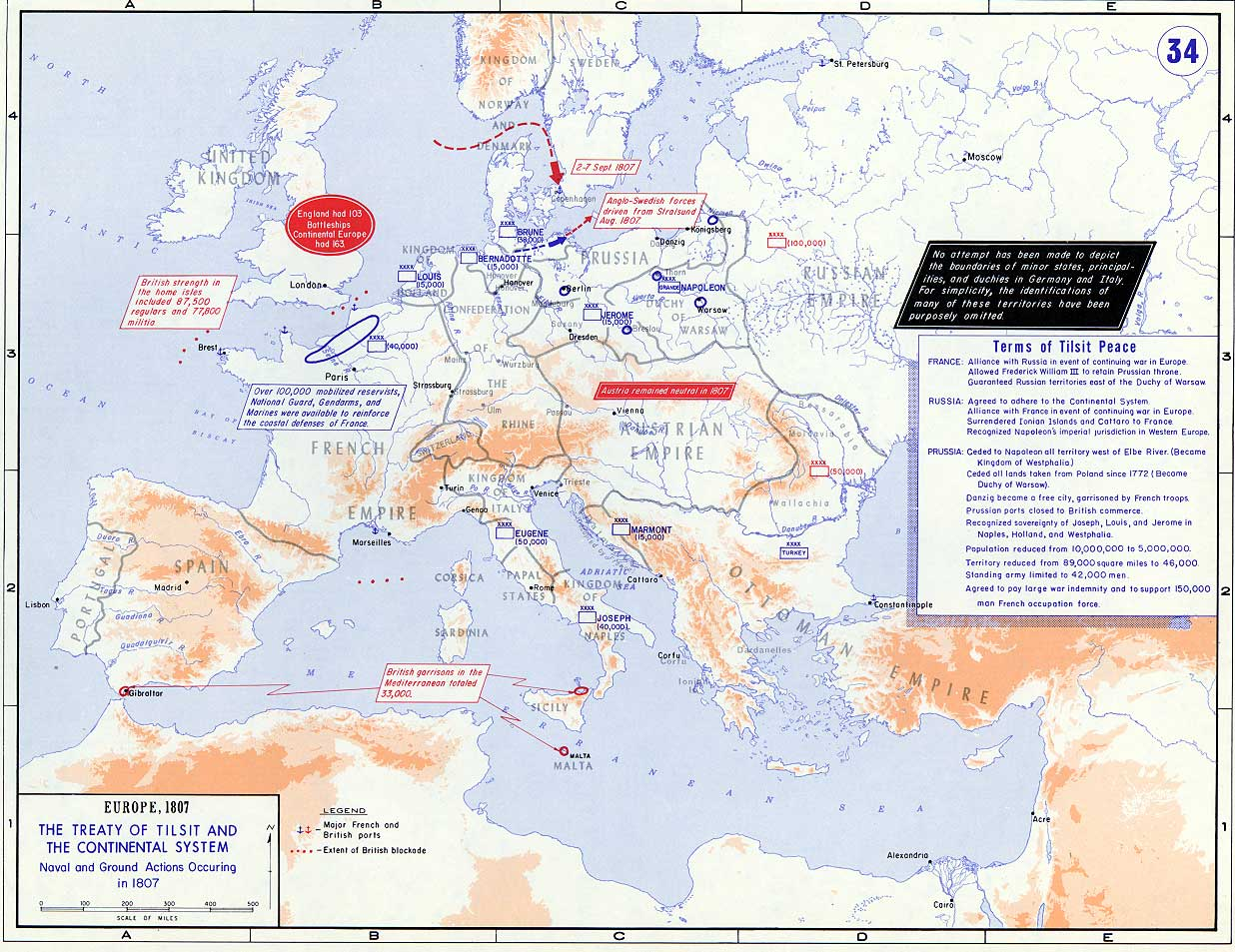
1807年欧洲战略形势

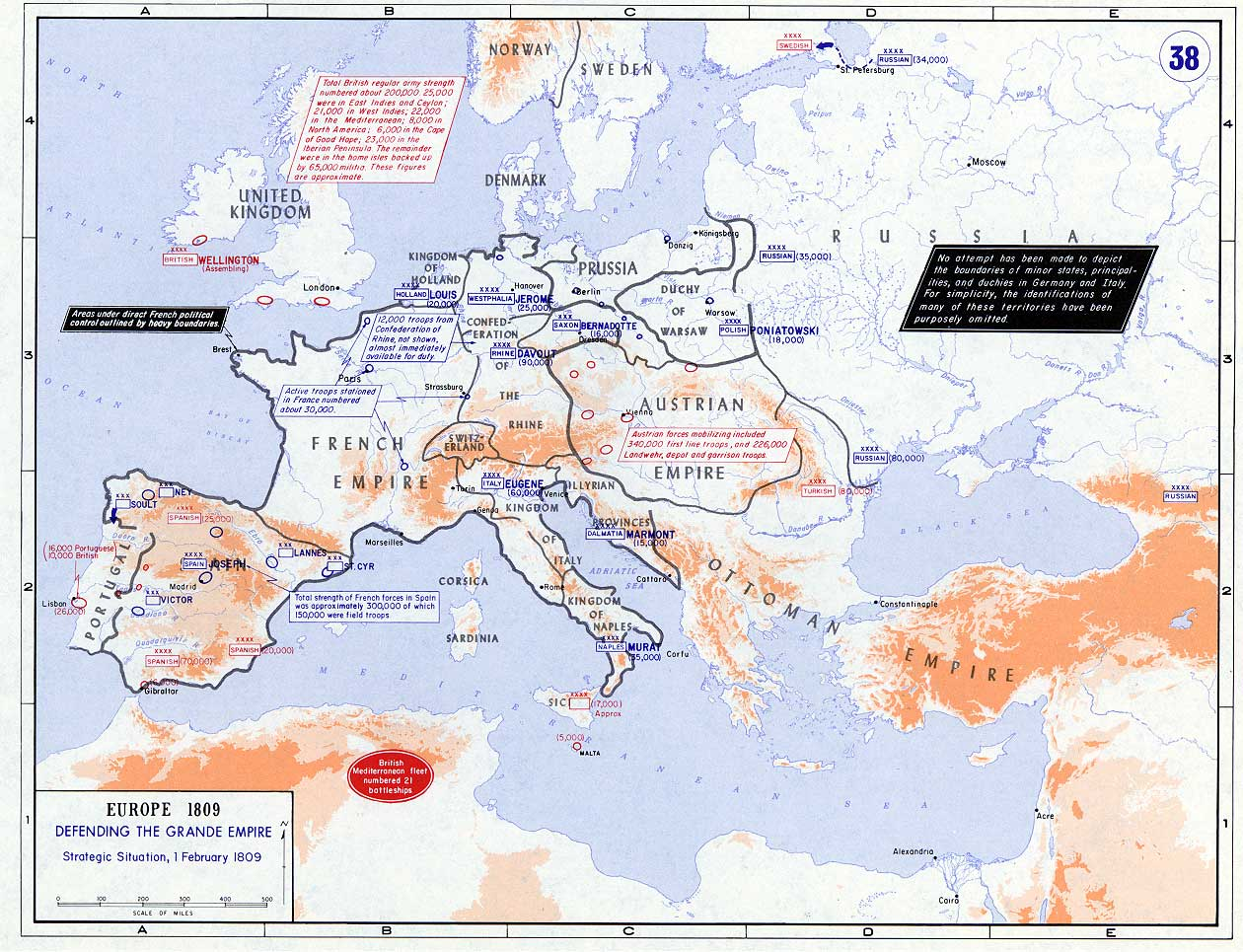
1809年欧洲战略形势

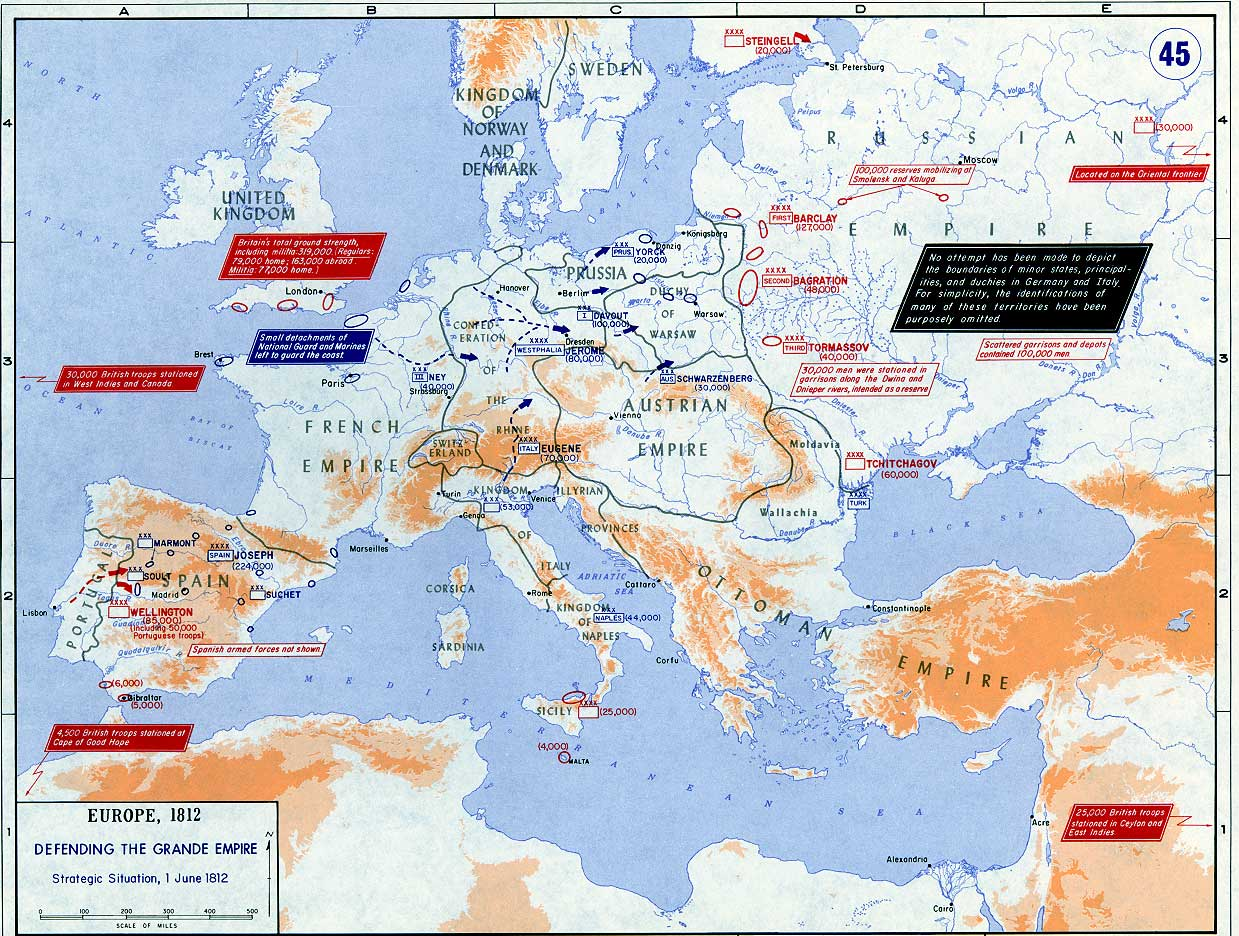
1812年欧洲战略形势

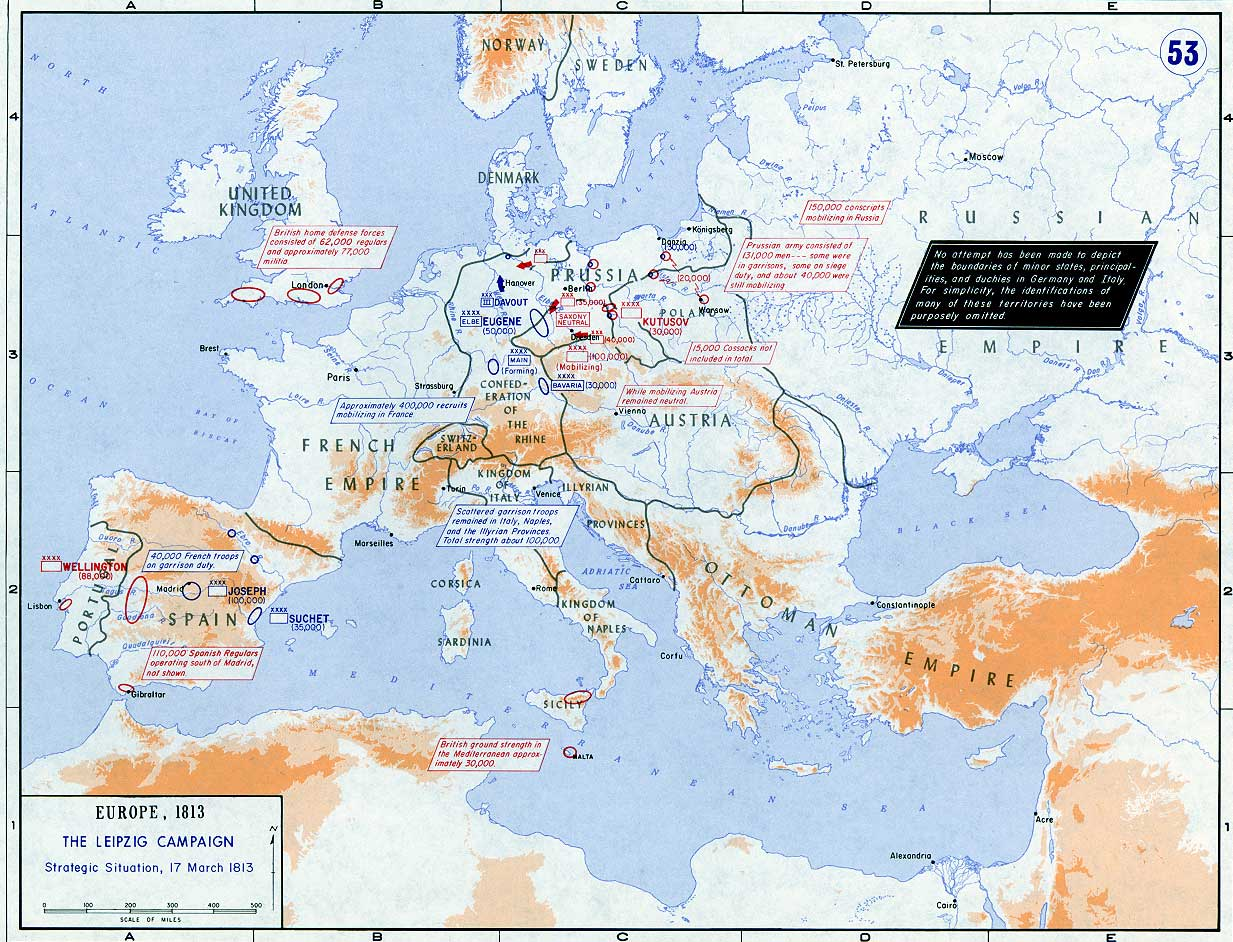
1813年欧洲战略形势

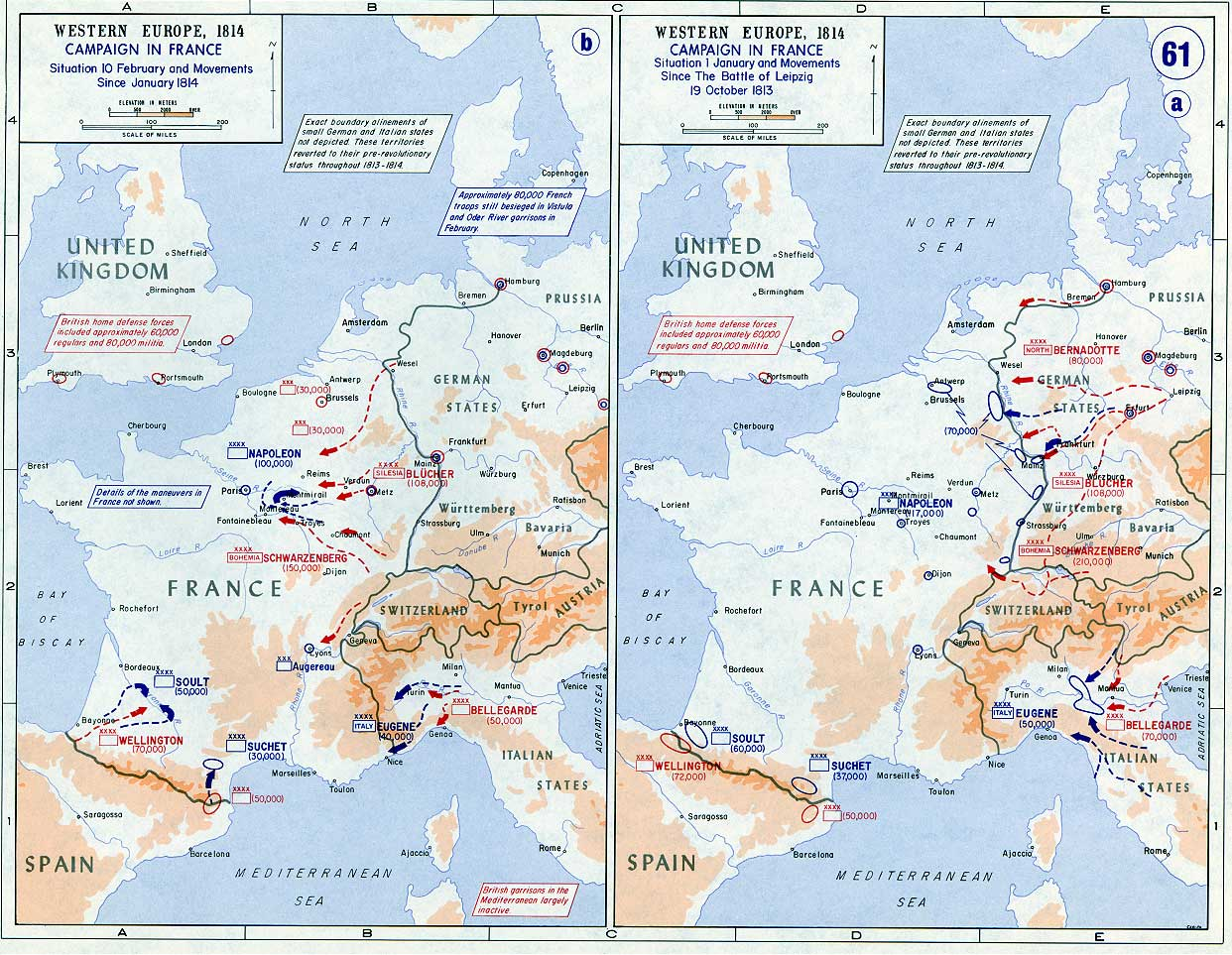
1814年欧洲战略形势

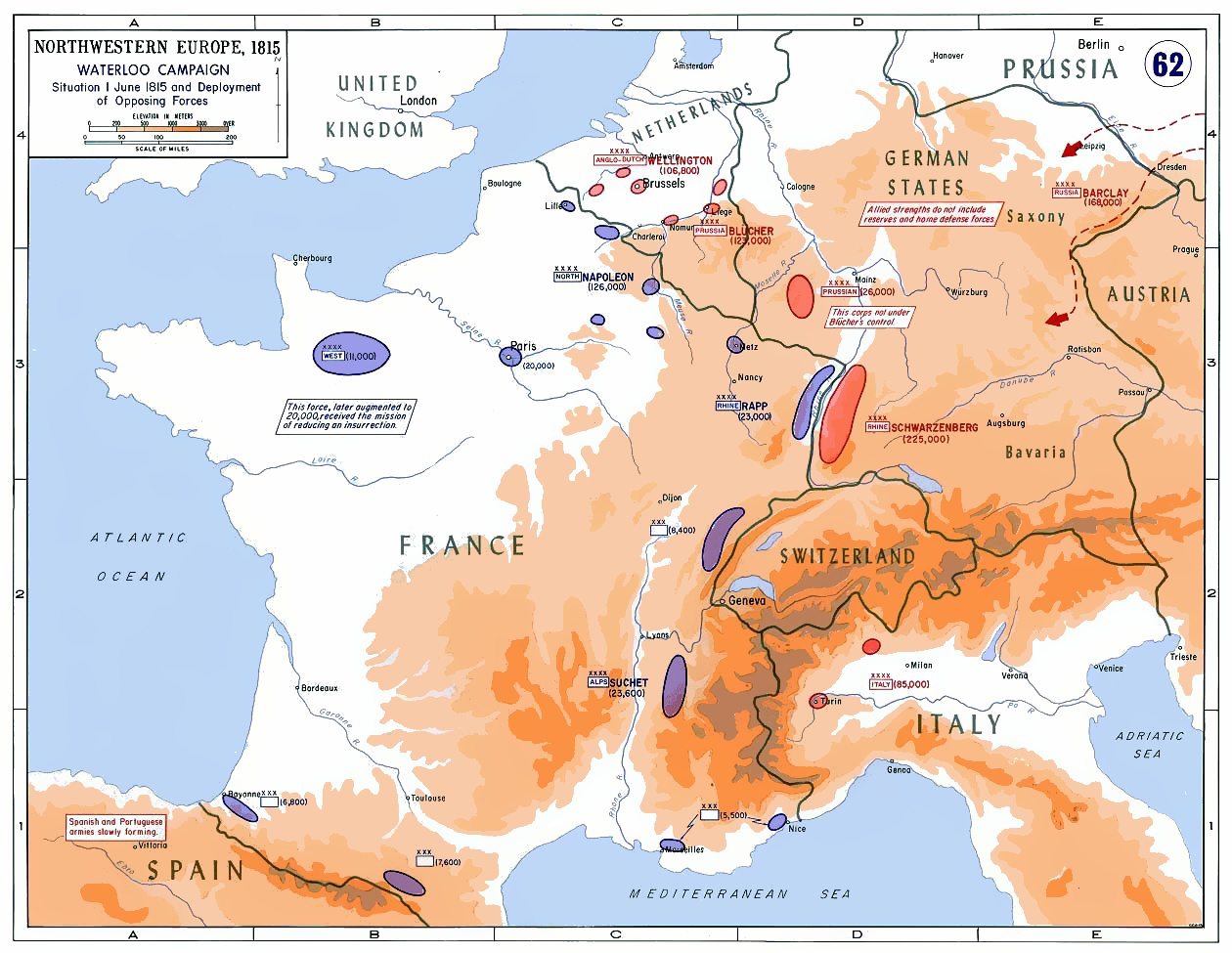
1815年欧洲战略形势

拿破仑时代是欧洲和法国历史上的一个时期，大体涵盖了法国大革命的第四和最后一个阶段（法国大革命的第一阶段是国民大会时期，第二阶段是国民立法议会时期，第三阶段是督政府时期）。其大致始于拿破仑·波拿巴雾月政变，推翻督政府，建立法国执政府，终于百日王朝期间的滑铁卢战役。此后维也纳会议即召开，欧洲版图又恢复到大革命之前。拿破仑带领法国走出革命和战争的焦土，重新实现了政治稳定；其与罗马天主教廷达成和解，废除了国民公会制定的许多激进宗教政策，并在1804年颁布了《民法典》——这部法典确认所有男性成年公民的政治和法律地位平等，并且建立起个人不再依靠出身而是更多依靠自身教育、职业的努力来取得成功的一个唯才是举的社会。民法典还承认了国民大会的许多温和的政策，撤回了由过度激进的国民公会通过的政策。但法典也承认了家长制，这使得妇女和儿童都成为其男性家长的从属。
拿破仑在积极整顿国内事务的同时，也试图在整个欧洲范围建立起自己的权威：他的军队征服了意大利和西班牙，占领了许多岛屿，并且迫使奥地利、普鲁士和俄罗斯与法国结盟，后者也被迫接受了法国在欧洲的霸主地位。但英国从始至终反对法国的霸权，未曾屈服于拿破仑。
拿破仑的法兰西第一帝国解体于1812年，当时拿破仑决意入侵俄国，但却低估了其部队可能遭遇的挑战。拿破仑确信沙皇正在与英国密谋，因此亲自率领 60 万大军远征莫斯科，并在莫斯科近郊的博罗季诺击败了俄军。但沙皇早已撤离并烧毁了莫斯科，这使得拿破仑的庞大军队既得不到充分的补给，也没有躲避寒冬的营地。拿破仑只得下令撤退，但俄罗斯的严冬和俄军无休止的骚扰击垮了他的军队，最后只有3万人的部队成功回到法国。各国重新结成反法同盟，终于在1814年攻克巴黎迫使拿破仑退位。1815年拿破仑复辟，反法同盟旋即重新成立，拿破仑又在滑铁卢被以英国为首的联军部队最终击败。

## 战争参与各国统治者
受到拿破仑战争和其统治影响的国家元首和政府首脑：
- 奥地利
  - 奧地利大公國：弗朗茨二世（1792年－1804年）
  - 奧地利帝國：弗朗茨一世（1804年－1835年）
- 萊茵邦聯：保护者拿破仑一世（1806年－1813年）
- 丹麥-挪威：克里斯蒂安七世（1766年－1808年）、弗雷德里克六世（摄政，1772年－1808年；丹麦国王，1808年－1839年；挪威国王，1808年－1814年）
- 華沙公國：弗里德里希·奥古斯特一世，由拿破仑一世个人安排，部分解放原波蘭立陶宛领地（1806年－1815年）
- 埃及省：穆罕默德·阿里帕夏（1805年－1848年）
- 伊特鲁里亚王国：路德维科一世（1801年－1803年）、卡洛二世（1803年－1807年）
- 法国
  - 法兰西第一共和国：執政府、拿破仑一世（1799年－1804年）
  - 法兰西第一帝国：拿破仑一世（1804年－1814年、1815年）
  - 法国波旁复辟：路易十八（1814年－1815年、1815年－1824年）
- 英国
  - 大不列顛王國：国王喬治三世（1760年－1801年）、小威廉·皮特首相（1793年－1801年）
  - 大不列颠及爱尔兰联合王国：国王喬治三世（1801年－1820年）、摄政王子喬治四世（1811年－1820年）、小威廉·皮特首相（1801年、1804年－1806年）、第一代西德默斯子爵亨利·阿丁頓（1801年－1804年）、第一代格伦维尔男爵威廉·格伦维尔（1806年－1807年）、第三代波特蘭公爵威廉·卡文迪許-本廷克（1807年－1809年）、斯賓塞·珀西瓦爾（1809年－1812年）、第二代利物浦伯爵羅伯特·詹金遜（1812年－1827年）
- 海地：让-雅克·德萨林（总督，1804年；皇帝雅克一世，1804年－1806年）、亨利·克里斯托夫（总统，1806年－1811年；国王亨利一世，1811年－1820年）
- 荷兰王国：路易·波拿巴（1806年－1810年）、拿破仑·路易·波拿巴（1810年）
- 神圣罗马帝国：弗朗茨二世（1792年－1806年）
- 義大利王國：拿破仑一世（1805年－1814年）
- 那不勒斯：费迪南多一世（1799年－1806年、1815年－1816年）、约瑟夫·波拿巴（1806年－1808年）、若阿尚·缪拉（1808年－1815年）
- 尼德兰：威廉一世（1815年－1840年）
- 黑山：Petar I Petrović-Njegoš（英语：Petar I Petrović-Njegoš）（1782年－1830年）
- 奥斯曼帝国：塞利姆三世（1789年－1807年）、穆斯塔法四世（1807年－1808年）、馬哈茂德二世（1808年－1839年）
- 教宗国：教宗庇護七世（1800年－1823年）
- 葡萄牙：玛丽亚一世 (葡萄牙)（1777年－1816年）、若昂六世（摄政，1799年－1816年；国王，1816年－1826年）
- 普鲁士：腓特烈·威廉三世（1797年－1840年）
- 俄罗斯帝国：保罗一世（1796年－1801年）、亚历山大一世（1801年－1825年）
- 撒丁尼亚：卡洛·艾曼努爾四世（1796年－1802年）、維托里奧·埃馬努埃萊一世（1802年－1821年）
- 萨克森：弗里德里希·奥古斯特一世（1763年－1827年）
- 西西里：费迪南多一世（1759年－1816年）
- 西班牙：卡洛斯四世（1788年－1808年）、斐迪南七世（1808年、1813年－1833年）、约瑟芬一世（1808年－1813年）
- 瑞典：古斯塔夫四世·阿道夫（1792年－1809年）、卡爾十三世（1809年－1818年）
- 美国：总统約翰·亞當斯（1797年－1801年）、托马斯·杰斐逊（1801年－1809年）、詹姆斯·麦迪逊（1809年－1817年）
- 華沙公國：弗里德里希·奥古斯特一世（1807年－1813年）
- 符腾堡：腓特烈一世（1797年－1816年）

## 相关战争
- 法国大革命战争（1792年－1802年）
  - 埃及-叙利亚战役（1798年－1801年）
  - 第二次反法同盟（1799年－1802年）
- 拿破崙戰爭（1803年－1815年）
  - 第三次反法同盟（1805年）
  - 第四次反法同盟（1806年－1807年）
  - 砲艦戰爭（1807年－1814年）
  - 半岛战争（1808年－1814年）
  - 第五次反法同盟（1809年）
  - 俄法战争（1812年）
  - 第六次反法同盟（1812年－1814年）
  - 百日皇朝（1815年）
- 第七次俄土战争（1806年－1812年）
- 英土戰爭（1807年－1809年）
- 英俄戰爭（1807年－1812年）
- 芬蘭戰爭（1808年－1809年）
- 1812年战争（1812年－1815年）
- 挪威独立战争（1814年）

## 主要战役
- 马伦哥战役：1800年6月14日
- 尼罗河海战：1801年3月8日
- 亚历山大战役（英语：Battle of Alexandria）：1801年3月21日
- 哥本哈根战役 (1801年)：1801年4月2日
- 特拉法加海戰：1805年10月21日
- 奥斯特里茨战役：1805年12月2日
- 耶拿會戰：1806年10月14日
- 埃劳战役：1807年2月7日－1807年2月8日
- 弗里德蘭戰役：1807年6月14日
- 维梅鲁之战：1808年8月21日
- 索莫謝拉戰役：1808年11月30日
- 埃克謬爾戰役：1809年4月21日－1809年4月22日
- 阿斯佩恩-艾斯林战役：1809年5月21日－1809年5月22日
- 華格姆戰役：1809年7月5日－1809年7月6日
- 塔拉维雅战役（英语：Battle of Talavera）：1809年7月27日－1809年7月28日
- 萨拉曼卡战役（英语：Battle of Salamanca）：1812年7月22日
- 博罗金诺战役：1812年9月7日
- 呂岑會戰 (1813年)：1813年5月2日
- 包岑會戰：1813年5月20日－1813年5月21日
- 维多利亚战役：1813年6月21日
- 德勒斯登戰役：1813年8月26日－1813年8月27日
- 莱比锡战役：1813年10月16日－1813年10月19日
- 巴黎战役：1814年3月30日－1814年3月31日
- 滑铁卢战役：1815年6月18日